# Coenosia graueri
Coenosia graueri este o specie de muște din genul Coenosia, familia Muscidae, descrisă de Mary Katherine Curran în anul 1935.
Este endemică în Tanzania. Conform Catalogue of Life specia Coenosia graueri nu are subspecii cunoscute.